# وردانية (صور)
الوردانية هي إحدى القرى اللبنانية من قرى قضاء صور في محافظة الجنوب. وتقع هذ المزرعة بالقرب من بلدة قانا.